# Julio Carbó
Julio Carbó (Morella, Els Ports, 1964) és un fotògraf valencià, editor gràfic i fotògraf d'El Periódico de Catalunya des del 1989. Ha col·laborat amb Sunday Express, The Guardian, Reuters, De Volkskrant, El País, Ara, Interviú, GEO, Woman, ELLE, Fotogramas i In Out. Ha obtingut premis a Fotopres, FotoGranPrix i Foto Mercé; finalista a l'Ortega i Gasset i menció especial al Fuji de Prensa. La seva obra personal gira al voltant de la seva Morella natal i la comarca dels Ports, i es pot veure a llibres com Morella: imatge i paraula i Aquell sexenni de l'any 2000.